# コンスタンティン・ジゼフスキー
コンスタンティン・ウラジーミロヴィチ・ジゼフスキー（ロシア語: Константин Владимирович Зизевский、? - 2022年3月5日以前）は、ロシアの空挺軍軍人。最終階級は大佐で第247親衛空挺連隊長だった。2022年ロシアのウクライナ侵攻に従軍して戦死した。

## 経歴
2020年に第7親衛空挺師団の第247親衛空挺連隊の連隊長に任じられた。
2022年に開始されたウクライナ侵攻にジゼフスキーも従軍したが、3月5日に彼の戦死が判明した。

## 受章
- 勇気の勲章（ロシア語版）[2]
- メダル「武功勲章」[2]